# Michael Sziedat
Michael Sziedat (* 22. August 1952 in Berlin) ist ein ehemaliger deutscher Fußballspieler.

## Sportliche Laufbahn
Sziedat spielte für Hertha BSC und Eintracht Frankfurt insgesamt 379 Mal in der Fußball-Bundesliga und erzielte dabei 16 Tore. Seine 280 Bundesligaeinsätze für die Berliner bedeuteten dabei bis zum 13. März 2010, als er von Pál Dárdai übertroffen wurde, Vereinsrekord.
Sziedat begann das Fußballspielen 1961 bei Lichterfelde 12 und wechselte später zum BFC Preussen.  Er spielte bereits in der A-Jugendnationalmannschaft des DFB. Begonnen hatte seine Bundesligakarriere  bei den Herthanern, wohin er 1971 wechselte. Der Abwehrspieler verließ nach dem Bundesligaabstieg 1980 die Hertha, um noch vier Jahre in der Mainmetropole für Eintracht Frankfurt zu spielen. In der Saison 1984/85 spielte er ein letztes Mal für Hertha BSC in der 2. Liga und lief dort insgesamt 18 Mal auf.
Sziedat kam auch zu 54 Einsätzen im DFB-Pokal. Davon bestritt er 10 Spiele für Eintracht Frankfurt und die übrigen 42 Spiele für die Hertha, in denen er ein Tor schoss. Ebenfalls kam er zu 28 Europapokalspielen, davon zu 12 Einsätzen für Eintracht Frankfurt. Mit der Eintracht wurde er am 2. Mai 1981 DFB-Pokalsieger.
Nach seiner aktiven Fußballlaufbahn eröffnete Sziedat im Süden Berlins ein Sportgeschäft und spielte nebenbei jahrelang in allen „Altherrenmannschaften“ von Hertha BSC. Später betrieb er gemeinsam mit seiner Frau zwei Friseursalons in Zehlendorf. Im Frühjahr 2012 kritisierte Sziedat das Hertha-Präsidium um Werner Gegenbauer und Manager Michael Preetz mehrfach in der Presse. Sziedat kandidierte daraufhin auf der Hauptversammlung 2012 erfolglos für das Präsidium.
Sziedat erlernte den Beruf eines Einzelhandelskaufmanns. Seine Tochter Franziska ist professionelle Tennisspielerin.

## Stationen
- 1971–1980: Hertha BSC
- 1980–1984: Eintracht Frankfurt
- 1984–1985: Hertha BSC

## Statistik

### Bundesligaspiele
- 280 für Hertha BSC
- 99 für Eintracht Frankfurt

### Bundesligatore
- 12 für Hertha BSC
- 4 für Eintracht Frankfurt

### Erfolge
- Deutscher Vize-Meister 1975 mit Hertha BSC
- Finale um den DFB-Pokal 1976/77 mit Hertha BSC
- Finale um den DFB-Pokal 1978/79 mit Hertha BSC
- DFB-Pokalsieg 1981 mit Eintracht Frankfurt